# American Basketball Association
American Basketball Association (ABA) je bila profesionalna košarkaška liga u Sjedinjenim Američkim Državama koja se igrala između 1967. i 1976. godine. 

ABA se natjecala s NBA za status najjače košarkaške lige u SAD-u, te su njezini klubovi pretežno prekrivali područke američkog jugoistoka, a NBA je bila orijentirana na sjeveroistok, srednji zapad i zapadnu obalu. 

Neke od posebnosti u pravilima ABA lige su bile napad od 30 sekundi, uvođenje linije za tri poena (u NBA nije bilo šuta za tri), te trobojna lopta (crveno-bijela-plava, za razliku od narančaste koja se upotrebljavala u NBA). U sezonama od 1967./68. do 1974./75. je igrana u dvije divizije Zapadnu (Western) i Istočnu (Eastern), dok je 1975./76. igrana kao jedinstvena liga. 
 
Zbog nedostatka TV prijenosa na nacionalnoj razini i financijskih gubitaka, ABA je upala u probleme, izgubivši nekoliko momčadi. Konačno se 1976. ujedinila s NBA u koju su prešle četiri momčadi koje i danas postoje - New York Nets, Denver Nuggets, Indiana Pacers i San Antonio Spurs, dvije su ukinute - Kentucky Colonels i Spirits of St. Louis, dok je Virginia Squires rasformirana prije odluke o pripajanju NBA.

## Klubovi
| momčad               | naziv                   | godine                      | sjedište                                                                              | |
| -------------------- | ----------------------- | --------------------------- | ------------------------------------------------------------------------------------- | --- |
| Denver Nuggets       | Denver Rockets          | 1967. – 1974.               | Denver, Colorado                                                                      | danas u NBA originalno su trebali biti smješteni u Kansas Cityu Kratko vrijeme 1967. su bili i Denver Larks                                                                                               |
| Denver Nuggets       | Denver Nuggets          | 1974. – 1976.               | Denver, Colorado                                                                      | danas u NBA originalno su trebali biti smješteni u Kansas Cityu Kratko vrijeme 1967. su bili i Denver Larks                                                                                               |
|                      |                         |                             |                                                                                       | |
| Floridians           | Minnesota Muskies       | 1967. – 1968.               | Bloomington, Minnesota                                                                | |
| Floridians           | Miami Floridians        | 1968. – 1970.               | Miami, Florida                                                                        | |
| Floridians           | The Floridians          | 1970. – 1972.               | Miami, Florida                                                                        | |
|                      |                         |                             |                                                                                       | |
| Indiana Pacers       | Indiana Pacers          | 1967. – 1976.               | Indianapolis, Indiana                                                                 | danas u NBA |
|                      |                         |                             |                                                                                       | |
| Kentucky Colonels    | Kentucky Colonels       | 1967. – 1976.               | Louisville, Kentucky                                                                  | |
|                      |                         |                             |                                                                                       | |
| Memphis Sounds       | New Orleans Buccaneers  | 1967. – 1970.               | New Orleans, Louisiana                                                                | u međusezoni 1970. kratko su se zvali Louisiana Buccaneers Za sezonu 1975./76. preseljeni u Baltimore, ali su igrali samo u predsezoni pod nazivima Baltimore Hustlers i Baltimore Claws, te rasformirani |
| Memphis Sounds       | Memphis Pros            | 1970. – 1972.               | Memphis, Tennessee                                                                    | u međusezoni 1970. kratko su se zvali Louisiana Buccaneers Za sezonu 1975./76. preseljeni u Baltimore, ali su igrali samo u predsezoni pod nazivima Baltimore Hustlers i Baltimore Claws, te rasformirani |
| Memphis Sounds       | Memphis Tams            | 1972. – 1974.               | Memphis, Tennessee                                                                    | u međusezoni 1970. kratko su se zvali Louisiana Buccaneers Za sezonu 1975./76. preseljeni u Baltimore, ali su igrali samo u predsezoni pod nazivima Baltimore Hustlers i Baltimore Claws, te rasformirani |
| Memphis Sounds       | Memphis Sounds          | 1974. – 1975.               | Memphis, Tennessee                                                                    | u međusezoni 1970. kratko su se zvali Louisiana Buccaneers Za sezonu 1975./76. preseljeni u Baltimore, ali su igrali samo u predsezoni pod nazivima Baltimore Hustlers i Baltimore Claws, te rasformirani |
|                      |                         |                             |                                                                                       | |
| New York Nets        | New Jersey Americans    | 1967. – 1968.               | Teaneck, New Jersey                                                                   | danas u NBA kao Brooklyn Nets 1967. osmovani kao New York Americans u NBA igrali i pod nazivima New York Nets i New Jersey Nets                                                                           |
| New York Nets        | New York Nets           | 1968. – 1976.               | Commack, New York West Hempstead, New York Uniondal, New York                         | danas u NBA kao Brooklyn Nets 1967. osmovani kao New York Americans u NBA igrali i pod nazivima New York Nets i New Jersey Nets                                                                           |
|                      |                         |                             |                                                                                       | |
| Pittsburgh Condors   | Pittsburgh Pipers       | 1967. – 1968. 1969. – 1970. | Pittsburgh, Pennsylvania                                                              | |
| Pittsburgh Condors   | Minnesota Pipers        | 1968. – 1969.               | Minneapolis, Minnesota                                                                | |
| Pittsburgh Condors   | Pittsburgh Condors      | 1970. – 1972.               | Pittsburgh, Pennsylvania                                                              | |
|                      |                         |                             |                                                                                       | |
| San Antonio Spurs    | Dallas Chaparrals       | 1967. – 1970. 1971. – 1973. | Dallas, Teksas                                                                        | danas u NBA |
| San Antonio Spurs    | Texas Chaparrals        | 1970. – 1971.               | Dallas, Teksas                                                                        | danas u NBA |
| San Antonio Spurs    | San Antonio Spurs       | 1973. – 1976.               | San Antonio, Texas                                                                    | danas u NBA |
|                      |                         |                             |                                                                                       | |
| San Diego Sails      | San Diego Conquistadors | 1972. – 1975.               | San Diego, Kalifornija                                                                | rasforimirani početkom sezone 1975./76. |
| San Diego Sails      | San Diego Sails         | 1975.                       | San Diego, Kalifornija                                                                | rasforimirani početkom sezone 1975./76. |
|                      |                         |                             |                                                                                       | |
| Spirits of St. Louis | Houston Mavericks       | 1967. – 1969.               | Houston, Teksas                                                                       | za sezonu 1976./77. je bilo predviđeno da se presele u Salt Like City pod nazivom Utah Rockies |
| Spirits of St. Louis | Carolina Cougars        | 1969. – 1974.               | Greensboro, Sjeverna Karolina Charlotte, Sjeverna Karolina Raleigh, Sjeverna Karolina | za sezonu 1976./77. je bilo predviđeno da se presele u Salt Like City pod nazivom Utah Rockies |
| Spirits of St. Louis | Spirits of St. Louis    | 1974. – 1976.               | St. Louis, Missouri                                                                   | za sezonu 1976./77. je bilo predviđeno da se presele u Salt Like City pod nazivom Utah Rockies |
|                      |                         |                             |                                                                                       | |
| Virginia Squires     | Oakland Oaks            | 1967. – 1969.               | Oakland, Kalifornija                                                                  | 1967. osnovani kao Oakland Americans u Washingtonu su bili zvani i Washington Caps i Washingtona Capitals rasformirani krajem sezone 1975./76.                                                            |
| Virginia Squires     | Washington Capitols     | 1969. – 1970.               | Washington, District of Columbia                                                      | 1967. osnovani kao Oakland Americans u Washingtonu su bili zvani i Washington Caps i Washingtona Capitals rasformirani krajem sezone 1975./76.                                                            |
| Virginia Squires     | Virginia Squires        | 1970. – 1976.               | Norfolk, Virginia Hampton, Virginia Richmond, Virginia Roanoke, Virginia              | 1967. osnovani kao Oakland Americans u Washingtonu su bili zvani i Washington Caps i Washingtona Capitals rasformirani krajem sezone 1975./76.                                                            |
|                      |                         |                             |                                                                                       | |
| Utah Stars           | Anaheim Amigos          | 1967. – 1968.               | Anaheim, Kalifornija, Kalifornija                                                     | rasformirani nakon 16 utakmica u sezoni 1975./76. |
| Utah Stars           | Los Angeles Stars       | 1968. – 1970.               | Los Angeles, Kalifornija                                                              | rasformirani nakon 16 utakmica u sezoni 1975./76. |
| Utah Stars           | Utah Stars              | 1970. – 1976.               | Salt Like City, Utah                                                                  | rasformirani nakon 16 utakmica u sezoni 1975./76. |

## Završnice ABA
| sezona    | prvak             | finalna serija | doprvak                |
| --------- | ----------------- | -------------- | ---------------------- |
| 1967./68. | Pittsburgh Pipers | 4-3            | New Orleans Buccaneers |
| 1968./69. | Oakland Oaks      | 4-1            | Indiana Pacers         |
| 1969./70. | Indiana Pacers    | 4-2            | Los Angeles Stars      |
| 1970./71. | Utah Stars        | 4-3            | Kentucky Colonels      |
| 1971./72. | Indiana Pacers    | 4-2            | New York Nets          |
| 1972./73. | Indiana Pacers    | 4-3            | Kentucky Colonels      |
| 1973./74. | New York Nets     | 4-1            | Utah Stars             |
| 1974./75. | Kentucky Colonels | 4-1            | Indiana Pacers         |
| 1975./76. | New York Nets     | 4-2            | Denver Nuggets         |

### Prvaci
- 3
  - Indiana Pacers
- 2
  - Brooklyn Nets / New York Nets
- 1
  - Kentucky Colonels
  - Pittsburgh Condors / Pittsburgh Pipers
  - Utah Stars
  - Virginia Squires / Oakland Oaks

## Prvaci regularne sezone
Najbolje momčadi u regularnoj sezoni po divizijama. Podebljano je označena momčad s najboljim omjerom u ligi.
| sezona    | klubova | divizija | klub                   |
| --------- | ------- | -------- | ---------------------- |
| 1967./68. | 11      | Eastern  | Pittsburgh Pipers      |
| 1967./68. | 11      | Western  | New Orleans Buccaneers |
| 1968./69. | 11      | Eastern  | Indiana Pacers         |
| 1968./69. | 11      | Western  | Oakland Oaks           |
| 1969./70. | 11      | Eastern  | Indiana Pacers         |
| 1969./70. | 11      | Western  | Denver Rockets         |
| 1970./71. | 11      | Eastern  | Virginia Squires       |
| 1970./71. | 11      | Western  | Indiana Pacers         |
| 1971./72. | 11      | Eastern  | Kentucky Colonels      |
| 1971./72. | 11      | Western  | Utah Stars             |
| 1972./73. | 10      | Eastern  | Carolina Cougars       |
| 1972./73. | 10      | Western  | Utah Stars             |
| 1973./74. | 10      | Eastern  | New York Nets          |
| 1973./74. | 10      | Western  | Utah Stars             |
| 1974./75. | 10      | Eastern  | Kentucky Colonels      |
| 1974./75. | 10      | Western  | Denver Nuggets         |
| 1975./76. | 9       |          | Denver Nuggets         |

## Divizijska finala
U svim sezonama, osim 1975./76. doigravanje lige je igrano po divizijama.
| sezzona | divizija | pobjednik              | fin. serija | poraženi               |
| ------- | -------- | ---------------------- | ----------- | ---------------------- |
| 1968.   | Eastern  | Pittsburgh Pipers      | 4-1         | Minnesota Muskies      |
| 1968.   | Western  | New Orleans Buccaneers | 4-1         | Dallas Chaparrals      |
| 1969.   | Eastern  | Indiana Pacers         | 4-1         | Miami Floridians       |
| 1969.   | Western  | Oakland Oaks           | 4-0         | New Orleans Buccaneers |
| 1970.   | Eastern  | Indiana Pacers         | 4-1         | Kentucky Colonels      |
| 1970.   | Western  | Los Angeles Stars      | 4-1         | Denver Rockets         |
| 1971.   | Eastern  | Kentucky Colonels      | 4-2         | Virginia Squires       |
| 1971.   | Western  | Utah Stars             | 4:3         | Indiana Pacers         |
| 1972.   | Eastern  | New York Nets          | 4-3         | Virginia Squires       |
| 1972.   | Western  | Indiana Pacers         | 4-3         | Utah Stars             |
| 1973.   | Eastern  | Kentucky Colonels      | 4-3         | Carolina Cougars       |
| 1973.   | Western  | Indiana Pacers         | 4-2         | Utah Stars             |
| 1974.   | Eastern  | New York Nets          | 4-0         | Kentucky Colonels      |
| 1974.   | Western  | Utah Stars             | 4-3         | Indiana Pacers         |
| 1975.   | Eastern  | Kentucky Colonels      | 4-1         | Spirits of St. Louis   |
| 1975.   | Western  | Indiana Pacers         | 4-3         | Denver Nuggets         |

## Igračke nagrade

### Najbolji strijelci
| sezona    | igrač           | klub              |
| --------- | --------------- | ----------------- |
| 1967./68. | Connie Hawkins  | Pittsburgh Pipers |
| 1968./69. | Rick Barry      | Oakland Oaks      |
| 1969./70. | Spencer Haywood | Denver Rockets    |
| 1970./71. | Dan Issel       | Kentucky Colonels |
| 1971./72. | Charlie Scott   | Virginia Squires  |
| 1972./73. | Julius Erving   | Virginia Squires  |
| 1973./74. | Julius Erving   | New York Nets     |
| 1974./75. | George McGinnis | Indiana Pacers    |
| 1975./76. | Julius Erving   | New York Nets     |

### Najbolji asistenti
| sezona    | igrač           | klub                   |
| --------- | --------------- | ---------------------- |
| 1967./68. | Larry Brown     | New Orleans Buccaneers |
| 1968./69. | Larry Brown     | Oakland Oaks           |
| 1969./70. | Larry Brown     | Washington Caps        |
| 1970./71. | Bill Melchionni | New York Nets          |
| 1971./72. | Bill Melchionni | New York Nets          |
| 1972./73. | Bill Melchionni | New York Nets          |
| 1973./74. | Al Smith        | Denver Rockets         |
| 1974./75. | Mack Calvin     | Denver Nuggets         |
| 1975./76. | Don Buse        | Indiana Pacers         |

### Najkorisniji igrač sezone (MVP)
| sezona    | igrač            | klub              |
| --------- | ---------------- | ----------------- |
| 1967./68. | Connie Hawkins   | Pittsburgh Pipers |
| 1968./69. | Mel Daniels      | Indiana Pacers    |
| 1969./70. | Spencer Haywood  | Denver Rockets    |
| 1970./71. | Mel Daniels      | Indiana Pacers    |
| 1971./72. | Artis Gilmore    | Kentucky Colonels |
| 1972./73. | Billy Cunningham | Carolina Cougars  |
| 1973./74. | Julius Erving    | New York Nets     |
| 1974./75. | Julius Erving    | New York Nets     |
| 1974./75. | George McGinnis  | Indiana Pacers    |
| 1975./76. | Julius Erving    | New York Nets     |

### Rookiesezone
| sezona    | igrač           | klub                 |
| --------- | --------------- | -------------------- |
| 1967./68. | Mel Daniels     | Minnesota Muskies    |
| 1968./69. | Warren Jabali   | Oakland Oaks         |
| 1969./70. | Spencer Haywood | Denver Rockets       |
| 1970./71. | Charlie Scott   | Virginia Squires     |
| 1970./71. | Dan Issel       | Kentucky Colonels    |
| 1971./72. | Artis Gilmore   | Kentucky Colonels    |
| 1972./73. | Brian Taylor    | New York Nets        |
| 1973./74. | Swen Nater      | San Antonio Spurs    |
| 1974./75. | Marvin Barnes   | Spirits of St. Louis |
| 1975./76. | David Thompson  | Denver Nuggets       |

### Najkorisniji igrač doigravanja
| sezona | igrač           | klub              |
| ------ | --------------- | ----------------- |
| 19668. | Connie Hawkins  | Pittsburgh Pipers |
| 1969.  | Warren Jabali   | Oakland Oaks      |
| 1970.  | Roger Brown     | Indiana Pacers    |
| 1971.  | Zelmo Beaty     | Utah Stars        |
| 1972.  | Freddie Lewis   | Indiana Pacers    |
| 1973.  | George McGinnis | Indiana Pacers    |
| 1974.  | Julius Erving   | New York Nets     |
| 1975.  | Artis Gilmore   | Kentucky Colonels |
| 1976.  | Julius Erving   | New York Nets     |

## Poveznice
- National Basketball Association
- remembertheaba.com
- basketball-reference.com, sezone ABA i NBA
- sportsecyclopedia.com, ABA momčadi
- aspbr.org, ABA - ljestvice regularnog dijela i rezultati doigravanja
- aspbr.org, ABA momčadi - rezultati u doigravanju